# Worth Street
Worth Street es una calle de dos vías que recorre de noroeste a sureste en Manhattan, Nueva York. Se extiende desde Hudson Street, en TriBeCa, al oeste hasta Chatham Square en Chinatown al este. Pasando Chatham Square, la vía continua como Oliver Street, una calle de sentido norte a sur de un solo sentido al norte. Entre West Broadway y Church Street, Worth Street tiene el nombre de Justice John M. Harlan Way en honor al juez de la Corte Suprema y alumno de la New York Law School. Entre Centre y Baxter Street, Worth Street también es conocida como "Avenue of the Strongest" (Avenida de los más fuertes), siendo que "New York's Strongest" (los más fuertes de Nueva York) es un apodo para el Departamento de Sanidad de la ciudad.
El extremo occidental de Worth Street, entre Hudson Street y West Broadway, colinda con 60 Hudson Street, la antigua sede principal de Western Union que luego fue converitda en un centro de internet. Worth Street circula a través de un conjunto de oficinas gubernamentales y juzgados centrados en Foley Square. El 125 Worth Street (en la esquina con Centre Street) alberga la sede principal de la Corporación de Salud y Hospitales de la ciudad de Nueva York, el Departamento de Salud e Higiene Mental, y el Departamento de Sanidad. Adicionalmente, los juzgados de la Corte Suprema de Nueva York en el 60 Centre Street y 80 Centre Street (el edificio Louis J. Lefkowitz) y Juzgado Federal Daniel Patrick Moynihan (Corte Federal del Distrito Sur de Nueva York) en el 500 Pearl Street tienen entradas por Worth Street.

## Historia
Lo que es hoy Worth Street originalmente empezaba en la intersección de los Five Points y avanzaba hacia el oeste. Era conocida como Anthony Street. En 1797, fue nombrada Catherine Street (de manera separada de la otra Catherine Street al sureste, que se mantiene aún hoy así como otra más al norte). Empezando en Hudson Street, terminaba en la orilla occidental del Collect Pond. Catherine Lane, que corría paralela y hacia el norte, aún existe como un callejón entre Broadway y Lafayette Street. Un mapa de 1807 muestra que el estanque fue rellenado y que Anthony Street corría hacia una pequeña calle sin nombrar ubicada donde hoy está Centre Street. Luego de 1811, Anthony Street se extendió hasta Orange Street (luego renombrada como Baxter Street), completando el "quinto punto" de la intersección al bisecar su esquina nororiental. En 1854, fue renombrada como Worth Street en honor al Mayor General William J. Worth, héroe de la guerra de México de 1848. Worth está enterrado dos millas al norte en Worth Square, que se ubica en el extremo norte de Madison Square cerca a la calle 26. En 1868, la ciudad abrió la sección desde los Five Points hacia el este a Chatham Square.
Una estación de la Línea de la Avenida Lexington del Metro de Nueva York  en Worth Street estuvo operativa entre 1904 y 1962.
El 5 de febrero de 2016, una grúa colapsó en Worth Street en el edificio 60 Hudson Street, matando una persona e hiriendo otras dos.